# Hrabstwo Seneca (Nowy Jork)
Seneca – hrabstwo (ang. county) w stanie Nowy Jork w Stanach Zjednoczonych.

## Geografia
Powierzchnia hrabstwa wynosi 390,44 mi² (około 1011 km²). Według stanu na 2010 rok jego populacja wynosi 35 251 osób, a liczba gospodarstw domowych: 16 043. W 2000 roku zamieszkiwały je 33 342 osoby, a w 1990 mieszkańców było 33 683.

### Miasta[1]
- Covert
- Fayette
- Geneva
- Junius
- Lodi
- Ovid
- Romulus
- Seneca Falls
- Tyre
- Varick
- Waterloo

### Wsie[1]
- Interlaken
- Lodi
- Ovid
- Waterloo

### CDP[1]
- Romulus
- Seneca Falls